# Neurophyseta tanamoalis
Neurophyseta tanamoalis là một loài bướm đêm trong họ Crambidae.